# Temporada 1981-82 de los Detroit Pistons
La temporada 1981-82 fue la trigésimo cuarta de los Pistons en la NBA, y la vigesimoquinta en su localización de Detroit, Míchigan. La temporada regular acabaron con 39 victorias y 43 derrotas, ocupando la séptima posición de la Conferencia Este, no logrando clasificarse para los playoffs.

## Elecciones en elDraft
| Ronda | Puesto | Jugador        | Posición | Nacionalidad   | Universidad |
| ----- | ------ | -------------- | -------- | -------------- | ----------- |
| 1     | 2      | Isiah Thomas   | Base     | Estados Unidos | Indiana     |
| 1     | 12     | Kelly Tripucka | Alero    | Estados Unidos | Notre Dame  |

## Temporada regular
| División Central    | División Central | División Central | División Central | División Central | División Central | División Central | División Central | División Central |
| Equipo              | G                | P                | %                | PD               | Casa             | Fuera            | Div              |                  |
| ------------------- | ---------------- | ---------------- | ---------------- | ---------------- | ---------------- | ---------------- | ---------------- | ---------------- |
| y-Milwaukee Bucks   | 55               | 27               | .671             | –                | 31–10            | 24–17            | 24–6             |                  |
| x-Atlanta Hawks     | 42               | 40               | .512             | 13.0             | 24–17            | 18–23            | 15–14            |                  |
| Detroit Pistons     | 39               | 43               | .476             | 16.0             | 23–18            | 16–25            | 19–11            |                  |
| Indiana Pacers      | 35               | 47               | .427             | 20.0             | 25–16            | 10–31            | 14–16            |                  |
| Chicago Bulls       | 34               | 48               | .415             | 21.0             | 22–19            | 12–29            | 12–17            |                  |
| Cleveland Cavaliers | 15               | 67               | .183             | 40.0             | 9–32             | 6–35             | 5–25             |                  |

## Estadísticas
| Rk | Jugador        | Edad | P  | PT | MP   | TC  | TCI  | %TC  | T3  | T3I | %T3  | TL  | TLI | %TL   | RO  | RD  | RT   | AS  | RB  | TAP | BP  | FP  | PTS  |
| -- | -------------- | ---- | -- | -- | ---- | --- | ---- | ---- | --- | --- | ---- | --- | --- | ----- | --- | --- | ---- | --- | --- | --- | --- | --- | ---- |
| 1  | Kelly Tripucka | 22   | 82 | 82 | 37.5 | 7.8 | 15.6 | .496 | 0.1 | 0.3 | .227 | 6.0 | 7.6 | .797  | 2.7 | 2.7 | 5.4  | 3.3 | 1.1 | 0.2 | 3.4 | 2.9 | 21.6 |
| 2  | Isiah Thomas   | 20   | 72 | 72 | 33.8 | 6.3 | 14.8 | .424 | 0.2 | 0.8 | .288 | 4.2 | 6.0 | .704  | 0.8 | 2.1 | 2.9  | 7.8 | 2.1 | 0.2 | 4.2 | 3.5 | 17.0 |
| 3  | Kent Benson    | 27   | 75 | 72 | 32.9 | 5.4 | 10.7 | .505 | 0.0 | 0.1 | .273 | 1.7 | 2.1 | .804  | 2.9 | 5.8 | 8.7  | 2.1 | 0.9 | 1.3 | 2.1 | 2.9 | 12.5 |
| 4  | John Long      | 25   | 69 | 66 | 32.0 | 9.2 | 18.8 | .492 | 0.0 | 0.2 | .133 | 3.4 | 4.0 | .865  | 1.4 | 2.3 | 3.7  | 2.1 | 0.9 | 0.4 | 2.4 | 2.5 | 21.9 |
| 5  | Bill Laimbeer  | 24   | 30 | 30 | 31.2 | 4.9 | 9.4  | .516 | 0.0 | 0.2 | .143 | 3.0 | 3.7 | .813  | 3.7 | 7.7 | 11.3 | 1.8 | 0.6 | 1.1 | 2.0 | 4.2 | 12.8 |
| 6  | Terry Tyler    | 25   | 82 | 0  | 24.3 | 4.1 | 7.8  | .523 | 0.0 | 0.0 | .250 | 1.7 | 2.3 | .740  | 1.9 | 4.1 | 6.0  | 1.5 | 0.9 | 2.0 | 1.5 | 2.2 | 9.9  |
| 7  | Phil Hubbard   | 25   | 52 | 38 | 21.2 | 4.0 | 7.9  | .505 | 0.0 | 0.1 | .000 | 2.0 | 3.1 | .650  | 1.9 | 3.3 | 5.2  | 1.3 | 0.7 | 0.3 | 1.9 | 3.4 | 10.0 |
| 8  | Ron Lee        | 29   | 81 | 7  | 18.1 | 1.1 | 3.0  | .358 | 0.2 | 0.7 | .305 | 1.0 | 1.5 | .706  | 0.4 | 1.5 | 1.9  | 3.9 | 1.4 | 0.2 | 1.5 | 2.7 | 3.4  |
| 9  | Vinnie Johnson | 25   | 67 | 15 | 17.8 | 3.1 | 6.3  | .493 | 0.0 | 0.2 | .273 | 1.5 | 1.9 | .754  | 1.1 | 1.0 | 2.1  | 2.4 | 0.7 | 0.3 | 1.4 | 1.4 | 7.7  |
| 10 | Edgar Jones    | 25   | 48 | 19 | 16.7 | 3.0 | 5.4  | .548 | 0.0 | 0.0 | .500 | 1.9 | 2.7 | .698  | 1.5 | 2.9 | 4.3  | 0.8 | 0.6 | 1.9 | 1.4 | 3.1 | 7.8  |
| 11 | Greg Kelser    | 24   | 11 | 0  | 16.6 | 3.2 | 7.8  | .407 | 0.0 | 0.3 | .000 | 2.5 | 3.7 | .659  | 1.2 | 2.4 | 3.5  | 1.1 | 0.5 | 0.6 | 2.0 | 2.9 | 8.8  |
| 12 | Kenny Carr     | 26   | 28 | 6  | 15.9 | 2.8 | 6.0  | .458 | 0.0 | 0.0 | .000 | 1.9 | 2.9 | .646  | 1.9 | 3.0 | 4.9  | 0.8 | 0.2 | 0.2 | 1.4 | 2.5 | 7.4  |
| 13 | Steve Hayes    | 26   | 26 | 0  | 15.8 | 1.8 | 3.6  | .495 | 0.0 | 0.0 |      | 1.0 | 1.6 | .610  | 1.2 | 2.6 | 3.8  | 0.9 | 0.1 | 0.7 | 0.7 | 2.1 | 4.5  |
| 14 | Paul Mokeski   | 25   | 39 | 3  | 13.4 | 1.3 | 2.8  | .441 | 0.0 | 0.0 | .000 | 0.6 | 0.8 | .758  | 0.9 | 2.2 | 3.1  | 0.6 | 0.3 | 0.6 | 1.0 | 2.6 | 3.2  |
| 15 | Jeff Judkins   | 25   | 30 | 0  | 8.4  | 1.0 | 2.7  | .383 | 0.0 | 0.3 | .100 | 0.5 | 0.9 | .615  | 0.5 | 0.7 | 1.1  | 0.5 | 0.2 | 0.2 | 0.3 | 1.1 | 2.6  |
| 16 | Alan Hardy     | 24   | 38 | 0  | 8.2  | 1.6 | 3.6  | .456 | 0.0 | 0.1 | .000 | 0.5 | 0.8 | .621  | 0.4 | 0.5 | 0.9  | 0.5 | 0.2 | 0.1 | 0.5 | 0.8 | 3.7  |
| 17 | Glenn Hagan    | 26   | 4  | 0  | 6.3  | 0.8 | 1.8  | .429 | 0.0 | 0.0 |      | 0.3 | 0.3 | 1.000 | 0.5 | 0.5 | 1.0  | 2.0 | 0.8 | 0.0 | 0.3 | 1.8 | 1.8  |
| 18 | Larry Wright   | 27   | 1  | 0  | 6.0  | 0.0 | 1.0  | .000 | 0.0 | 0.0 |      | 0.0 | 0.0 |       | 0.0 | 0.0 | 0.0  | 0.0 | 0.0 | 0.0 | 1.0 | 2.0 | 0.0  |

## Galardones y récords
| Jugador        | Galardón                                     |
| Isiah Thomas   | Mejor quinteto de rookies de la NBA All-Star |
| Kelly Tripucka | Mejor quinteto de rookies de la NBA All-Star |